# First Peoples National Party of Canada

First Peoples National Party of Canada (ou FPNPC) était un parti politique fédéral canadien soutenant les droits des Autochtones du Canada. Fondé en 2004, il est dissous en 2013.

## Histoire
Le First Peoples National Party of Canada (« Parti national des Premières Nations du Canada ») est créé en 2004 pour promouvoir les intérêts des peuples autochtones au Canada et rendre plus audibles les questions autochtones. Sur le site du poarti on pouvait lire « Le FPNP croit que l'avenir du Canada dépend de la reconnaissance et de la respectabilité de la place des peuples des Premières nations dans la gouvernance de ce pays », dans ce but il propose des candidats aux élections dans les circonscriptions électorales comptant de grandes populations autochtones. 
Le FPNPC a tenu sa première réunion d'organisation en octobre 2004 à Sault-Sainte-Marie (Ontario). Le Parti des peuples autochtones du Canada, qui partageait les mêmes valeurs, a commencé à s'organiser de façon indépendante à l'été 2005. Les deux partis ont finalement fusionné leurs demandes d'inscription pour faciliter la reconnaissance par Élections Canada. Une des conditions de cet accord était une convention nationale dans laquelle le nom du parti serait soumis aux membres pour un vote. La cheffe intérimaire alors nommée est Barbara Wardlaw, une Ojibwa de la Première nation Michipicoten près de Sault-Sainte-Marie, elle garde ce poste de 2006 à 2008.
Une fois reconnu, le parti a présenté cinq candidats aux élections fédérales de 2006, partagés entre l'Alberta, la Colombie- Britannique et l'Ontario. Le meilleur score obtenu l'est à Fort McMurray—Athabasca où John Malcolm obtient 1,38 % (337 voix).
Lors des élections fédérales de 2008, le FPNPC présente à nouveau cinq candidatures, cette fois en Alberta, en Ontario, en Saskatchewan, au Manitoba et dans les Territoires du Nord-Ouest. Le meilleur score est obtenu par Noeline Villebrun avec 1,84 % (252 voix) des suffrages dans les Territoires du Nord-Ouest.
Après ces élections, Will Morin, qui était candidat dans Sudbury, devient chef intérimaire. Il restera également en poste plusieurs années, jusqu'à la dissolution en 2013. Lors des élections fédérales de 2011, il est cependant le seul candidat du parti, obtenant un maigre 0,50 % (229 voix) des suffrages dans la circonscription de Sudbury.
Le parti a été radié par Élections Canada le 5 juillet 2013, sur demande de la direction du parti. Will Morin, alors chef du parti, a expliqué que l'objectif du parti avait été supplanté par l'émergence du mouvement activiste Idle No More[réf. nécessaire].

## Résultats
| Élections | # de candidats | # de voix | % des voix |
| 2006      | 5              | 1 201     | 0,01 %     |
| 2008      | 6              | 1 611     | 0,01 %     |
| 2011      | 1              | 228       | 0,002 %    |